# Sabela Arias Castro
Sabela Arias Castro (Lugo, 24 de julio de 1969) es una pintora e historietista gallega, española.

## Biografía
Nació en Lugo el 24 de julio de 1969 y estudió Bellas Artes en la Universidad de Salamanca y en la Universidad del País Vasco. Su primera exposición fue a los 18 años en Lugo.
Es la creadora de las viñetas de Historias de Icía e Avoa. Comenzó a crearlas en 2003 y fueron publicadas a partir de 2006 en Terras de Santiago, más tarde aparecerán en El Correo Gallego hasta enero de 2023. Se trata de una conversación entre una abuela y su nieta en la que ponen de manifiesto su visión de la vida, no sin cierta ironía.

### Obra pictórica
Lo que une la obra de esta autora es el color que aparece siempre como protagonista.
- Cuncas (1989)

En esta serie los protagonistas son dos, por un lado el rojo y por otro los objetos de barro llamados "cuncas" en gallego.
- Miedo (1993)

Miedo es una serie corta, realizada íntegramente en El Salvador en los que se aprecia un dibujo expresionista así como el empleo de materiales poco habituales como mercuro cromo, tierra, café, por poner algún ejemplo.
El formato de todos estos trabajos es muy pequeño, adecuado a la falta de material, y a la dureza retratada.
- Torques (1996)

Se trata de obras que describen estas piezas de oro prerromanas: torques dorados y azules que hacen relajar la retina del omnipresente rojo de la obra de Arias Castro
- Lluvias (1998)

Quizás esta serie, que tiene el nombre de "LLuvias, nieblas y otras veladuras atmosféricas" es la que enseña una paleta más "gallega".
Estas obras grises y verdes enseñan el paisaje cuando no se puede ver.
- Gentes (1987-hoy)

Esta serie comienza en 1987 y será una constante en la obra de la creadora. Mujeres y hombres que se llenan de color y ofrecen una danza en el espacio.
- Galerías (2003–2006)

Sin duda una de las series que más repercusión ha tenido. Un paisaje urbano lleno de las galerías que aparecen en Galicia y de color, generalmente rojo aunque algún trabajo aparecerá en azules y verdes.
- Paisaje cotidiano (2006)

Obra que ensalza la belleza de lo cotidiano, que reconoce el retrato en las pequeñas cosas, en gestos normales y no en grandes acontecimientos. En esta serie el color es protagonista, junto con la luz y su sombra. Esta obra es expuesta en Nueva York, El Salvador, La Haya, Santiago de Compostela, La Coruña, entre otros lugares
Este texto apareció por primera vez en la exposición individual galerías del Ateneo Ferrolán 2005
Y después de ver estos cuadros te acercas a mí para preguntarme que qué es para mí este tono rojo,  encarnado...
Y la verdad es que no puedo decir que para mi forma de ver el mundo esta tonalidad pueda ser nada nuevo para ti, porque “Sorgo rojo” es una película que siempre recuerdo con cariño, o que sea el color escogido por la coca-cola.
El rojo es el color de la sangre virginal, de la inocencia...
Se puede ver el texto completo en la página web de la artista.

## Obra
- Cuncas (1989)
- Miedo (1993)
- Torques (1996)
- Lluvias (1998)
- Gentes (1987 - hoy )
- Galerías (2003–2006)
- Paisaje cotidiano (2006-2015)
- Conversaciones  (2015 - hoy )